# Magic Keyboard
Magic Keyboard är en familj av trådlösa tangentbord som tillverkas av Apple Inc. Tangentborden levereras ofta med Apples iMac och Mac Pro och tangentborden säljs även som fristående produkter, och ersätter Apples tidigare trådlösa tangentbord.